# Infraphulia
Infraphulia is een geslacht in de orde van de Lepidoptera (vlinders) familie van de Pieridae (Witjes).
Infraphulia werd in 1958 beschreven door Field.

## Soorten
Infraphulia omvat de volgende soorten:
- Infraphulia illimani - (Weymer, 1890)
- Infraphulia ilyodes - (Ureta, 1955)
- Infraphulia madeleinea - Field & Herrera, 1977